# Europamästerskapen i judo 2025
Europamästerskapen i judo 2025 hölls mellan den 23 och 27 april 2025 i Sportski centar Morača i Podgorica i Montenegro. Det var den 74:e upplagan för herrar och den 51:a upplagan för damer av europamästerskapen i judo.

## Medaljörer

### Herrar
| Gren                    | Guld                                           | Silver                                             | Brons                             |
| Extra-lättvikt (60 kg)  | Giorgi Sardalasjvili · Georgien                | Ajub Blijev International Judo Federation          | Ähmäd Yusifov · Azerbajdzjan      |
| Extra-lättvikt (60 kg)  | Giorgi Sardalasjvili · Georgien                | Ajub Blijev International Judo Federation          | Luka Mkheidze · Frankrike         |
| Halv lättvikt (66 kg)   | Daikii Bouba · Frankrike                       | Murad Tjopanov International Judo Federation       | Luukas Saha · Finland             |
| Halv lättvikt (66 kg)   | Daikii Bouba · Frankrike                       | Murad Tjopanov International Judo Federation       | Walide Khyar · Frankrike          |
| Lättvikt (73 kg)        | Danil Lavrentjev International Judo Federation | Manuel Lombardo · Italien                          | Joan-Benjamin Gaba · Frankrike    |
| Lättvikt (73 kg)        | Danil Lavrentjev International Judo Federation | Manuel Lombardo · Italien                          | Räşid Mämmädäliyev · Azerbajdzjan |
| Halv mellanvikt (81 kg) | Timur Arbuzov International Judo Federation    | Tato Grigalasjvili · Georgien                      | Matthias Casse · Belgien          |
| Halv mellanvikt (81 kg) | Timur Arbuzov International Judo Federation    | Tato Grigalasjvili · Georgien                      | Zälim Tçkayev · Azerbajdzjan      |
| Mellanvikt (90 kg)      | Christian Parlati · Italien                    | Maxime-Gaël Ngayap Hambou · Frankrike              | Murad Fätiyev · Azerbajdzjan      |
| Mellanvikt (90 kg)      | Christian Parlati · Italien                    | Maxime-Gaël Ngayap Hambou · Frankrike              | Ivajlo Ivanov · Bulgarien         |
| Halv tungvikt (100 kg)  | Ilia Sulamanidze · Georgien                    | Zelym Kotsoiev · Azerbajdzjan                      | Simeon Catharina · Nederländerna  |
| Halv tungvikt (100 kg)  | Ilia Sulamanidze · Georgien                    | Zelym Kotsoiev · Azerbajdzjan                      | Gennaro Pirelli · Italien         |
| Tungvikt (+100 kg)      | Inal Tasojev International Judo Federation     | Valerij Jendovitskij International Judo Federation | Erik Abramov · Tyskland           |
| Tungvikt (+100 kg)      | Inal Tasojev International Judo Federation     | Valerij Jendovitskij International Judo Federation | Lukáš Krpálek · Tjeckien          |

### Damer
| Gren                    | Guld                        | Silver                          | Brons                                        |
| Extra-lättvikt (48 kg)  | Shirine Boukli · Frankrike  | Catarina Costa · Portugal       | Assunta Scutto · Italien                     |
| Extra-lättvikt (48 kg)  | Shirine Boukli · Frankrike  | Catarina Costa · Portugal       | Andrea Stojadinov · Serbien                  |
| Halv lättvikt (52 kg)   | Distria Krasniqi · Kosovo   | Odette Giuffrida · Italien      | Naomi van Krevel · Nederländerna             |
| Halv lättvikt (52 kg)   | Distria Krasniqi · Kosovo   | Odette Giuffrida · Italien      | Ariane Toro · Spanien                        |
| Lättvikt (57 kg)        | Seija Ballhaus · Tyskland   | Eteri Liparteliani · Georgien   | Veronica Toniolo · Italien                   |
| Lättvikt (57 kg)        | Seija Ballhaus · Tyskland   | Eteri Liparteliani · Georgien   | Martha Fawaz · Frankrike                     |
| Halv mellanvikt (63 kg) | Renata Zachová · Tjeckien   | Clarisse Agbegnenou · Frankrike | Joanne van Lieshout · Nederländerna          |
| Halv mellanvikt (63 kg) | Renata Zachová · Tjeckien   | Clarisse Agbegnenou · Frankrike | Carlotta Avanzato · Italien                  |
| Mellanvikt (70 kg)      | Szofi Özbas · Ungern        | Elisavet Teltsidou · Grekland   | Lara Cvjetko · Kroatien                      |
| Mellanvikt (70 kg)      | Szofi Özbas · Ungern        | Elisavet Teltsidou · Grekland   | Aleksandra Andrić · Serbien                  |
| Halv tungvikt (78 kg)   | Patrícia Sampaio · Portugal | Anna Monta Olek · Tyskland      | Julija Kurtjenko · Ukraina                   |
| Halv tungvikt (78 kg)   | Patrícia Sampaio · Portugal | Anna Monta Olek · Tyskland      | Fanny Estelle Posvite · Frankrike            |
| Tungvikt (+78 kg)       | Romane Dicko · Frankrike    | Raz Hershko · Israel            | Asya Tavano · Italien                        |
| Tungvikt (+78 kg)       | Romane Dicko · Frankrike    | Raz Hershko · Israel            | Elis Startseva International Judo Federation |

### Mixed
| Gren   | Guld | Silver | Brons |
| Mixlag | Georgien Eter Askilasjvili Micheili Bachbachasjvili Irakli Demetrasjvili Giorgi Jabniasjvili Eteri Liparteliani Nino Loladze Luka Maisuradze Lasja Sjavdatuasjvili Sopio Somchisjvili Mariam Tchanturia Guram Tusjisjvili | Italien Kenny Komi Bedel Giovanni Esposito Odette Giuffrida Manuel Lombardo Christian Parlati Irene Pedrotti Gennaro Pirelli Erica Simonetti Giorgia Stangherlin Asya Tavano Veronica Toniolo | Tyskland Erik Abramov Seija Ballhaus Samira Bouizgarne Timo Cavelius Fabian Kansy Losseni Kone Anna Monta Olek Dena Pohl Jano Rübo Pauline Starke Friederike Stolze Igor Wandtke                   |
| Mixlag | Georgien Eter Askilasjvili Micheili Bachbachasjvili Irakli Demetrasjvili Giorgi Jabniasjvili Eteri Liparteliani Nino Loladze Luka Maisuradze Lasja Sjavdatuasjvili Sopio Somchisjvili Mariam Tchanturia Guram Tusjisjvili | Italien Kenny Komi Bedel Giovanni Esposito Odette Giuffrida Manuel Lombardo Christian Parlati Irene Pedrotti Gennaro Pirelli Erica Simonetti Giorgia Stangherlin Asya Tavano Veronica Toniolo | IJF Daria Antonova Timur Arbuzov Tamerlan Basjajev Denis Batchaev Karen Galstian Mariia Ivanova Daria Kurbonmamadova Danil Lavrentjev Tamara Lishchenko Mansur Lorsanov Elis Startseva Irina Zueva |

## Medaljtabell
*   Värdland ( Montenegro)
| Nr                   | Nation                              | Guld | Silver | Brons | Totalt |
| -------------------- | ----------------------------------- | ---- | ------ | ----- | ------ |
| –                    | International Judo Federation (IJF) | 3    | 3      | 2     | 8      |
| 1                    | Frankrike (FRA)                     | 3    | 2      | 5     | 10     |
| 2                    | Georgien (GEO)                      | 3    | 2      | 0     | 5      |
| 3                    | Italien (ITA)                       | 1    | 3      | 5     | 9      |
| 4                    | Tyskland (GER)                      | 1    | 1      | 2     | 4      |
| 5                    | Portugal (POR)                      | 1    | 1      | 0     | 2      |
| 6                    | Tjeckien (CZE)                      | 1    | 0      | 1     | 2      |
| 7                    | Kosovo (KOS)                        | 1    | 0      | 0     | 1      |
| 7                    | Ungern (HUN)                        | 1    | 0      | 0     | 1      |
| 9                    | Azerbajdzjan (AZE)                  | 0    | 1      | 4     | 5      |
| 10                   | Grekland (GRE)                      | 0    | 1      | 0     | 1      |
| 10                   | Israel (ISR)                        | 0    | 1      | 0     | 1      |
| 12                   | Nederländerna (NED)                 | 0    | 0      | 3     | 3      |
| 13                   | Serbien (SRB)                       | 0    | 0      | 2     | 2      |
| 14                   | Belgien (BEL)                       | 0    | 0      | 1     | 1      |
| 14                   | Bulgarien (BUL)                     | 0    | 0      | 1     | 1      |
| 14                   | Finland (FIN)                       | 0    | 0      | 1     | 1      |
| 14                   | Kroatien (CRO)                      | 0    | 0      | 1     | 1      |
| 14                   | Spanien (ESP)                       | 0    | 0      | 1     | 1      |
| 14                   | Ukraina (UKR)                       | 0    | 0      | 1     | 1      |
| Totalt (19 nationer) | Totalt (19 nationer)                | 15   | 15     | 30    | 60     |